# 栗山茂
栗山 茂（くりやま しげる 1886年（明治19年）10月6日 - 1971年（昭和46年）2月3日）は、日本の外交官、最高裁判所判事（任期は1947年8月4日 - 1956年10月5日）。

## 略歴・人物
福井中学、東京府立一中、第一高等学校（旧制）を経て、1913年（大正2年）東京帝国大学卒業。
1913年（大正2年）外交官領事官試験に合格し、1914年（大正3年）外務省入省。在フランス日本国大使館一等書記官としてフランス駐在。フランス語が堪能で、鋭い国際的視野を持っていたが、辛口の論客として知られていた。1919年（大正8年）パリ講和会議と1921年（大正10年）ワシントン会議で全権委員随員を務める。
1933年（昭和8年）に外務省条約局長、1937年（昭和12年）に駐スウェーデン大使、1939年（昭和14年）に駐ベルギー大使兼ルクセンブルク公使に就任。ベルギーの国王がナチスドイツに降伏した際に「国王の地位は将来安泰ではない」と新聞記者に予言したが、それが日本の新聞に掲載された。外務省は国際関係を配慮して発言の自制を求めたが、栗山の見通しは事実となり、外交官としての見通しの的確さは証明された。栗山はそのことを根に持ったのか、パリからさらに南フランスに避難する際にその新聞記者を自動車に乗せてやらなかった。戦時中の1943年（昭和18年）にフランス領インドシナの全権大使随員となったが、陸軍と仏印政府の板挟みとなって退官した。
裁判官任命諮問委員会による諮問の結果、1947年（昭和22年）に最高裁判所判事に就任。1954年（昭和29年）にオランダのハーグにある常設仲裁裁判所裁判官に任命された。1949年（昭和24年）7月に最高裁判所誤判事件を起こし、1950年（昭和25年）6月に1万円の過料処分となる。1956年（昭和31年）に定年退官。
退官後も盛んに新聞などに投稿し、裁判の遅れについては「一審無罪判決又は執行猶予付きの判決では、再審のような新証拠のない限り、事実認定の非難や量刑不当を理由に検察の上訴できないようにすべき」という意見を展開した。
1959年（昭和34年）の憲法調査会で「裁判所の違憲審査権は当然、条約にも及ぶ、審査条項に適合しない条約は効力を持たない。しかし、殆ど全ての条約は合憲を前提として締結承認されていると解釈するのが裁判所の良識である」と述べた。
1962年（昭和37年）にジュネーブのILO本会議で条約勧告適用委員に選ばれた。1964年（昭和39年）8月に国際法協会第51回総会会長を務めた。
1964年（昭和39年）4月29日に勲一等瑞宝章を受章した。
1971年（昭和46年）2月3日に肺炎のため、東京都西新橋の慈恵医大病院で84歳で死去した。

## 判決等
- 三鷹事件において、「二審が、一審の無期懲役を、事実調べも無しに書面だけで死刑に変更したのは、被告にとっての不当な不利益変更」とし、原審差戻しを主張する反対意見を出した。
- 皇居前広場事件において、「国民公園の使用許可は警察許可の性質をもち、法律の特別の定めなく省令で使用許可の権限を厚生大臣に与えたのは違法」として意見を出した。

## 栄典
勲章等
- 1920年（大正9年）9月7日 -  勲六等単光旭日章[10]
- 1940年（昭和15年）8月15日 -  紀元二千六百年祝典記念章[11]
- 1964年（昭和39年）4月29日 -  勲一等瑞宝章

外国勲章佩用允許
- 1940年（昭和15年）4月22日
  - デンマーク王国： ダンネブロ勲章グランドクロス[12]
  - ノルウェー王国： 聖オーラヴ勲章大十字章[12]
  - スウェーデン王国： 北極星勲章（英語版）グランドクロス[12]

## 親族
- 妻 房子 - 内藤政挙の娘[3]
- 長男 栗山尚一 - 駐米大使・外務事務次官
- 兄 有馬英二 - 医学者・国会議員[13]